# San Jorge de Tuna Agria
San Jorge de Tuna Agria är en ort i Mexiko.   Den ligger i kommunen Romita och delstaten Guanajuato, i den centrala delen av landet, 300 km nordväst om huvudstaden Mexico City. San Jorge de Tuna Agria ligger 1 765 meter över havet och antalet invånare är 286.
Terrängen runt San Jorge de Tuna Agria är huvudsakligen platt, men åt sydväst är den kuperad. Terrängen runt San Jorge de Tuna Agria sluttar österut. Runt San Jorge de Tuna Agria är det ganska tätbefolkat, med 124 invånare per kvadratkilometer. Närmaste större samhälle är Romita, 16,2 km öster om San Jorge de Tuna Agria. I omgivningarna runt San Jorge de Tuna Agria växer huvudsakligen savannskog.